# Chiara D'Angelo
Chiara D'Angelo (Villach, 31 juli 2004) is een voetbalspeelster uit Oostenrijk. Ze speelt als verdediger voor SV Werder Bremen in de Bundesliga.

## Clubcarrière
D'Angelo maakte voor SK Sturm Graz haar debuut in de ÖFB-Frauenliga, het hoogste vrouwenvoetbalniveau van Oostenrijk. In deze competitie kwam ze ook uit voor USV Neulengbach.
In juli 2023 stapte zij over naar SKN St. Pölten, waarna ze werd verhuurd aan TSG 1899 Hoffenheim.
In februari 2025 keerde D'Angelo terug bij SKN St. Pölten.
In juni 2025 maakte D'Angelo de overstap naar SV Werder Bremen, waar ze als versterking voor op de backpositie werd gehaald.

## Statistieken
| Seizoen | Club                | Land       | Competitie     | Wedstrijden | Doelpunten |
| ------- | ------------------- | ---------- | -------------- | ----------- | ---------- |
| 2022/23 | USV Neulengbach     | Oostenrijk | ÖFB-Frauenliga | 2           | 2          |
| 2023/24 | TSG 1889 Hoffenheim | Duitsland  | Bundesliga     | 5           | 0          |
| 2024/25 | SKN St. Pölten      | Oostenrijk | ÖFB-Frauenliga | 17          | 2          |
| 2025/26 | SV Werder Bremen    | Duitsland  | Bundesliga     | 0           | 0          |
| Totaal  | Totaal              | Totaal     | Totaal         | 24          | 4          |

Laatste update: 28 juni 2025

## Interlandcarrière
D'Angelo maakte in 2025 haar debuut in het Oostenrijkse nationale team.